# Pekanbaru
Pekambaru é a capital da província de Riau, na Indonésia.
Pekanbaru significa Mercado Novo, e tem o porto mais movimentado do rio Siak. Em seu porto é exportado principalmente o óleo e celulose.

Perto de Pekambaru existe uma empresa de extração de celulose, em Kerinci, chamada Riau Andalan Pulp and Paper, produz 1,2 milhões de toneladas por ano e pertencente ao grupo APRIL. Também existe outra empresa desse tipo perto de Pekanbaru, chamada Perawang, pertencente à APP.

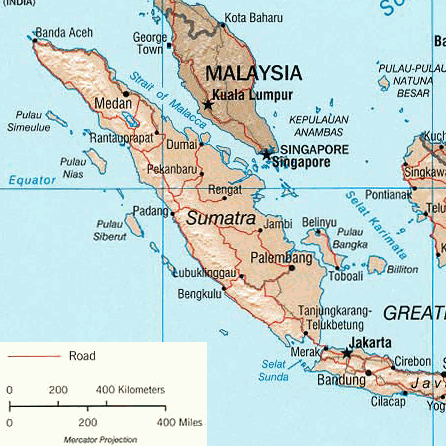
Pekanbaru, em Samatra.